# 威格利大叔在康涅狄格州
《威格利大叔在康涅狄格州》（英語：Uncle Wiggily in Connecticut）是美国作家J.D.塞林格创作的短篇小说，1948年3月20日首次发表于《纽约客》杂志，并收录在1953年的短篇小说集《九故事》中。
故事主角名为埃洛依斯，她努力适应丈夫路易为自己创造的中产生活。但她的真爱是已过世的沃尔特，他在军队服役时牺牲。
故事标题源自埃洛依斯的回忆，她与沃尔特一起赶公交车时不小心扭了脚踝，沃尔特打趣说“可怜的威格利大叔...”。
1949年电影《芳心蒙昧》基于这个故事改编， 这是唯一获得塞林格授权改编的电影。然而这部电影是十足的肥皂剧，与原小说几乎没有任何共同点。
尽管故事中并未提到沃尔特的姓氏，但塞林格在后来的作品中透露他是格拉斯家族的一员，是另一作品《逮香蕉鱼的最佳日子》主角西摩·格拉斯的兄弟。塞林格在后来作品中从格拉斯家族兄弟姐妹的角度描绘了沃尔特·格拉斯。

### 脚注
1. ↑  Salinger, J.D. . The New Yorker. 1948-03-13  [2022-08-26]. （原始内容存档于2013-05-12） （美国英语）.
2. ↑  Cheatgham, George; Arnaudin, Edwin. . ANQ: A Quarterly Journal of Short Articles, Notes and Reviews. 2007-05-01, 20 (2). ISSN 0895-769X. doi:10.3200/ANQQ.20.2.39-43.